# 1815 w sztukach plastycznych
Wydarzenia w sztukach plastycznych i wizualnych w 1815 roku.

## Urodzeni
- 21 lutego - Jean-Louis-Ernest Meissonier (zm. 1891), francuski rzeźbiarz
- 4 maja - Franz Adam (zm. 1886), niemiecki malarz
- 11 maja - Richard Ansdell (zm. 1885), brytyjski malarz
- 11 czerwca - Julia Margaret Cameron (zm. 1879), angielska fotografka
- 15 czerwca - Hablot Knight Browne (zm. 1882), brytyjski rysownik i ilustrator
- 15 lipca - Jean-Achille Benouville (zm. 1891), francuski malarz
- 1 września - Emma Stebbins (zm. 1882), amerykańska rzeźbiarka
- 29 września - Andreas Achenbach (zm. 1910), niemiecki malarz
- 4 października - James Bard (zm. 1897), amerykański malarz
- 8 grudnia - Adolph Menzel (zm. 1905), niemiecki malarz
- 21 grudnia - Thomas Couture (zm. 1879), francuski malarz
- Carlos Luis de Ribera y Fieve (zm. 1891), hiszpański malarz

## Zmarli
- 7 marca - Francesco Bartolozzi (ur. 1727), włoski grawer
- 9 września - John Singleton Copley (ur. 1738), amerykański malarz i rysownik
- Kiyonaga Torii (ur. 1752), japoński  malarz